# Nazionale maschile di baseball dell'Australia
La nazionale maschile di baseball australiana rappresenta l'Australia nelle competizioni internazionali, come il campionato mondiale di baseball organizzato dalla International Baseball Federation. Nel suo palmarès vanta una Coppa Intercontinentale e un argento olimpico.
Prima della formazione della federazione oceaniana, avvenuta solo nel 1989, l'Australia era inserita in quella asiatica e per questo ha disputato diversi campionati asiatici, compresi quelli del 1991 e 1993.

## Piazzamenti

### Olimpiadi
- 1992 : non qualificata
- 1996 : 7°
- 2000 : 7°
- 2004 :  2°
- 2008 : non qualificata

### World Baseball Classic
- 2006 : eliminata nella prima fase[1]
- 2009 : eliminata nella prima fase[1]
- 2013 : eliminata nella prima fase[1]
- 2017 : eliminata nella prima fase[1]

### Mondiali
- 1939 : non qualificata
- 1940 : non qualificata
- 1941 : non qualificata
- 1942 : non qualificata
- 1943 : non qualificata
- 1944 : non qualificata
- 1945 : non qualificata
- 1947 : non qualificata
- 1948 : non qualificata
- 1950 : non qualificata
- 1951 : non qualificata
- 1952 : non qualificata
- 1953 : non qualificata
- 1961 : non qualificata
- 1965 : non qualificata

- 1969 : non qualificata
- 1970 : non qualificata
- 1971 : non qualificata
- 1972 : non qualificata
- 1973 : non qualificata
- 1974 : non qualificata
- 1976 : non qualificata
- 1978 : 10°
- 1980 : 10°
- 1982 : 10°
- 1984 : non qualificata
- 1986 : non qualificata
- 1988 : non qualificata
- 1990 : non qualificata

- 1994 : 9°
- 1998 : 7°
- 2001 : 10°
- 2003 : non qualificata
- 2005 : 10°
- 2007 : 5°
- 2009 : 5°
- 2011 : 5°

### Coppa Intercontinentale
- 1973: non qualificata
- 1975: non qualificata
- 1977: non qualificata
- 1979: non qualificata
- 1981: 8°
- 1983: non qualificata

- 1985: 8°
- 1987: non qualificata
- 1989: non qualificata
- 1991: non qualificata
- 1993: 6°
- 1995: non qualificata

- 1997:  3°
- 1999:  Campione
- 2002: non qualificata
- 2006: 5°
- 2010: non qualificata

### Campionati asiatici
- 1971: 4°
- 1973: 5°
- 1975:  3°
- 1983: 4°
- 1985: 4°
- 1987: 5°
- 1989: non partecipante
- 1991: 4°
- 1993: 4°

### Campionati oceaniani
- 1999: non partecipante
- 2000: non partecipante
- 2003:  Campione
- 2004:  Campione[2]
- 2007:  Campione[3]